# Shin-Kanaoka (metropolitana di Osaka)
Shin-Kanaoka (新金岡駅?, Shin-Kanaoka-eki) è una stazione della metropolitana di Osaka che si trova nel quartiere di Kita-ku nella città di Sakai nella prefettura di Osaka.